# Lagarto
Lagarto est une ville brésilienne du centre de l'État du Sergipe.

## Géographie
Itabaiana se situe par une latitude de 10° 55' 01" sud et par une longitude de 37° 39' 00" ouest, à une altitude de 183 mètres.
Sa population était de 88 989 habitants au recensement de 2007. La municipalité s'étend sur 969 km2.
Elle est le principal centre urbain de la microrégion de l'Agreste de Lagarto, dans la mésorégion de l'Agreste du Sergipe.

## Maires
| Période | Période | Identité                  | Étiquette | Qualité |
| ------- | ------- | ------------------------- | --------- | ------- |
| 2004    | 2008    | José Rodrigues dos Santos | PTB       |         |
| 2008    | 2012    | José Valmir Monteiro      | PSC       |         |
| 2013    | 2016    | Lila Fraga                | PSDB      |         |

## Personnalités
- Diego Costa, footballeur né à Lagarto en 1988.